# Bommel (hoorspel)
Bommel, hoorspelserie naar de verhalen van Marten Toonder was een Nederlandse serie hoorspelen naar de verhalen van Marten Toonders avonturen van heer Olivier B. Bommel en zijn vriend Tom Poes die van 5 februari 2007 tot en met 15 januari 2010 werd uitgezonden door de NPS. Peter te Nuyl bewerkte 75 verhalen tot hoorspel en verzorgde de eindregie. 
Het hoorspel werd iedere werkdag uitgezonden om 18.45 uur op Radio 6, om 00.15 uur op Radio 4 en om 0.45 uur op Radio 1 tijdens Casa Luna. De uitzending werd dan voor 15 minuten even overgenomen door de NPS. Het was lange tijd als podcast te downloaden; via de website waren de afzonderlijke afleveringen te beluisteren.
De hoorspelserie werd mede mogelijk gemaakt door het Stimuleringsfonds Nederlandse Culturele Omroepprodukties en de Stichting Het Toonder Auteursrecht.

## Inleider en vertelsters
De afleveringen worden in- en uitgeleid door Hans Haffmans. 
Omdat in de Bommelstrips weinig vrouwenrollen voorkomen, was ervoor gekozen om de vertelstem altijd door een vrouw te laten vervullen. De vertelsters namen vaak ook een vrouwelijke gastrol voor hun rekening. De vertelsters waren Nettie Blanken, Jacqueline Blom, Jet van Boxtel, Marjon Brandsma, Catherine ten Bruggencate, Kitty Courbois, Nelly Frijda, Hanneke Groenteman, Ingrid Heinsius, Sylvia Hoeks, Karen van Holst Pellekaan, Yvonne van den Hurk, Chantal Janzen, Brigitte Kaandorp, Helen Kamperveen, Sigrid Koetse, Kim van Kooten, Lousewies van der Laan, Marianne Lange, Maike Meijer, Hadewych Minis, Roos Ouwehand, Clairy Polak, Sylvia Poorta, Gusta Teengs Gerritsen, Pamela Teves, Maartje van Weegen en Wimie Wilhelm.

## Rollen
Het hoorspel kent de volgende rolverdeling:
- Heer Olivier B. Bommel – Mark Rietman
- Tom Poes – Jacob Derwig
- Joost (de butler van heer Bommel) – Krijn ter Braak
- Annemarie Doddel – Jacqueline Blom
- Schilder Terpen Tijn – Hans Dagelet
- Markies de Canteclaer – Joop Keesmaat
- Burgemeester Dickerdack – Walter Crommelin
- Ambtenaar 1ste klasse Dorknoper – Tom Sijtsma
- Kruidenier Garmt Grootgrut – Joop Wittermans
- Professor Prlwytzkofsky – Geert Lageveen
- Alexander Pieps – Alexander van Heteren
- Drs. Okke Zielknijper – Ferd Hugas
- Journalist Argus – Gijs de Lange
- Bulle Bas – Nico de Vries
- Brigadier Snuf – Tygo Gernandt
- Kweetal – Porgy Franssen
- Pee Pastinakel – Gene Bervoets
- Wammes Waggel – Dick van den Toorn
- Hocus P. Pas – Cas Enklaar
- Professor Joachim Sickbock – Ad van Kempen
- Bul Super – Hans Hoes
- Hiep Hieper – Roeland Fernhout
- Joris Goedbloed – Hugo Koolschijn
- Wal Rus – Maarten Wansink
- Amos W. Steinhacker, O. Fanth Mzn en de stuurman van de  Albatros – Frank Lammers
- Secretaris Steenbreek en Zwarte Zwadderneel – Hans Kerckhoffs
- Pastuiven Verkwil – Felix Jan Kuypers
- Dokter Baboen – Harry van Rijthoven

Verder zijn er vele losse rollen gespeeld door bovenstaande of gastacteurs.

## Afleveringen
- 001. Heer Bommel stuit de vooruitgang
- 002. Tom Poes en de Klokker
- 003. Heer Bommel en de Kniphoed
- 004. Heer Bommel en de Muzenis
- 005. Heer Bommel en de Atlantier
- 006. Tom Poes en de Giegelgak
- 007. Heer Bommel en het Mengeldier
- 008. Heer Bommel en de zwarte Zwadderneel
- 009. Heer Bommel en het overdoen
- 010. Tom Poes en de Kwanten
- 011. Tom Poes en de Kiekvogel
- 012. Heer Bommel en de Windhandel
- 013. Tom Poes en de Herenopstand
- 014. Tom Poes en de Bommellegende
- 015. Tom Poes en de Toornviolen
- 016. Tom Poes en het Lemland
- 017. Tom Poes en de Plamoen
- 018. Tom Poes en het Boze Oog
- 019. Tom Poes en de Niks
- 020. Tom Poes en het huilen van Urgje
- 021. Tom Poes en de tijwisselaar
- 022. Heer Bommel en de Grauwe razer
- 023. Zomeruitzending
- 024. Tom Poes en het kukel
- 025. Heer Bommel en de wilde wagen
- 026. Heer Bommel en de bovenbazen
- 027. Heer Bommel en de liefdadiger
- 028. Tom Poes en het monster trotteldrom
- 029. Heer Bommel en de killers
- 030. Heer Bommel en de labberdaan
- 031. Heer Bommel en de pasmunt
- 032. Heer Bommel en de wisselschat
- 033. Heer Bommel en de grote barribal
- 034. Heer Bommel en het nieuwe denken
- 035. Heer Bommel en de trullenhoedster
- 036. Heer Bommel en het booroog
- 037. Heer Bommel en de sloven
- 038. Heer Bommel en de hupbloemerij
- 039. Heer Bommel en de viridiaandinges
- 040. Tom Poes en de Astromanen
- 041. Heer Bommel en het platmaken
- 042. Tom Poes en de MOB beweging
- 043. Heer Bommel en de Blijdschapper
- 044. Tom Poes en de Slijtmijt
- 045. Heer Bommel en de Waarde-ring
- 046. Heer Bommel en het Kongruwer
- 047. Heer Bommel en de ombrenger
- 048. Heer Bommel en de Kwinkslagen
- 049. Heer Bommel en de Loodhervormer
- 050. Heer Bommel en het Verdwijnpunt
- 051. Heer Bommel en het losgetrilde inzicht
- 052. Heer Bommel en de transmieter
- 053. Heer Bommel en de Pronen
- 054. Tom Poes en de Hopsa's
- 055. Tom Poes en de kaligaar
- 056. Heer Bommel en de wind der verandering
- 057. Heer Bommel en de weetmuts
- 058. Heer Bommel en het vergeetboekje
- 059. Heer Bommel en de zonnige kijk
- 060. Heer Bommel en de Grote Onthaler
- 061. Heer Bommel en de denktank
- 062. Heer Bommel en de uitvalsels
- 063. Heer Bommel en de geweldige wiswassen
- 064. Heer Bommel en de toekomer
- 065. Heer Bommel en de andere wereld
- 066. Heer Bommel en de unistand
- 067. Heer Bommel en de wadem
- 068. Heer Bommel en de minionen
- 069. Heer Bommel en het spijtlijden
- 070. Heer Bommel en de aamnaak
- 071. Heer Bommel en het ontsollen
- 072. Heer Bommel en de antiloog
- 073. Heer Bommel en het bommelding
- 074. Heer Bommel en de zelfkant
- 075. Heer Bommel en de vergelder
- 076. Heer Bommel en het verschiet
- 077. Heer Bommel en het einde van eindeloos